# Nitrobacter
Nitrobacter là một chi bao gồm các vi khuẩn hình que, gram âm và hóa dưỡng. Tên Nitrobacter có nguồn gốc từ danh từ giới tính trong tiếng Latin là nitrum, nitri, alkalis; danh từ Hy Lạp cổ đại βακτηρία, βακτηρίᾱς, thanh. Chúng không chuyển động và sinh sản thông qua nảy chồi hoặc phân đôi. Các tế bào Nitrobacter là các sinh vật hiếu khí bắt buộc và có thời gian tăng gấp đôi trong khoảng 13 giờ.
Nitrobacter đóng một vai trò quan trọng trong chu trình nitơ bằng cách oxy hóa nitrit thành nitrat trong đất và các hệ thống biển. Không giống như thực vật, sinh vật chuyển electron trong quang hợp cung cấp năng lượng cho việc cố định cacbon, Nitrobacter sử dụng năng lượng từ quá trình oxy hóa các ion nitrit, NO2−, thành ion nitrat, NO3−, để đáp ứng nhu cầu năng lượng của chúng. Nitrobacter đồng hóa cacbon dioxide thông qua chu trình Calvin cho các nhu cầu cacbon của chúng. Nitrobacter thuộc phân lớp α của Proteobacteria.

## Hình thái và đặc điểm
Nitrobacter là vi khuẩn gram âm và có dạng hình que, hình quả lê hoặc hình pleomorphic. Chúng thường có kích thước 0,5-0,9 x 1,0-2,0μm và có nắp cực màng tế bào. Do sự hiện diện của cytochromes c, chúng thường có màu vàng trong huyền phù tế bào. Hệ thống oxy hóa nitrat trên màng tế bào là tế bào chất. Các tế bào Nitrobacter đã được chứng minh phục hồi sau khi tiếp xúc với CO2 cực độ và không chuyển động.

## Phát sinh học
Phân tích trình tự rRNA 16s phylogenetically đặt Nitrobacter trong lớp Alphaproteobacteria. Các phép đo khoảng cách tiến hóa theo cặp trong chi là thấp so với các phép đo được tìm thấy trong các chi khác, và nhỏ hơn 1%. Nitrobacter cũng liên quan chặt chẽ với các loài khác trong phân khu alpha, bao gồm cả loài Rhodopseudomonas palustris, kết nối gốc Bradyrhizobium japonicum và Blastobacter denitrificans, và các mầm bệnh ở người Afipia felis và Afipia clevelandensis. Vi khuẩn trong chi Nitrobacter được cho là đã xuất hiện nhiều lần từ một tổ tiên quang hợp, và đối với các chi và các loài nitrat hóa riêng lẻ, có bằng chứng cho thấy kiểu hình nitrat hóa tiến hóa tách biệt với các vi khuẩn quang hợp.
Tất cả các sinh vật nhân sơ nitrit-oxy hóa đã biết được giới hạn trong một số ít các nhóm phát sinh loài. Điều này bao gồm các chi Nitrospira trong ngành Nitrospirae, và chi Nitrolancetus từ ngành Chloroflexi. Trước năm 2004, quá trình oxy hóa nitrit được cho là chỉ xảy ra trong Proteobacteria; có khả năng điều tra khoa học sâu hơn sẽ mở rộng danh sách các loài nitrat hóa đã biết. Sự đa dạng hóa thấp của các loài oxy hóa nitrit tương phản với các quá trình khác liên quan đến chu kỳ nitơ trong đại dương, chẳng hạn như khử nitơ và cố định đạm, một phạm vi đa dạng của các đơn vị phân loại thực hiện các chức năng tương tự.

## Quá trình nitrat hóa
Nitrat hóa là một thành phần quan trọng của chu kỳ nitơ, đặc biệt là ở các đại dương. Việc sản xuất nitrat (NO3−) bằng quá trình oxy hóa nitrit (NO2−) bằng cách nitrat hóa quá trình sản xuất nitơ vô cơ cung cấp phần lớn nhu cầu của các sinh vật quang hợp biển như thực vật phù du, đặc biệt là ở các khu vực nước trồi. Vì lý do này, nitrat hóa cung cấp nhiều nitơ cho nhiên liệu sinh vật phù du nguyên sinh trong đại dương của thế giới. Nitrat hóa được ước tính là nguồn gốc của một nửa lượng nitrat được tiêu thụ bởi thực vật phù du trên toàn cầu. Thực vật phù du là những đóng góp chính cho sản xuất đại dương, và do đó rất quan trọng đối với các máy bơm sinh học xuất cacbon và các chất hữu cơ hạt khác từ các vùng nước bề mặt của đại dương trên thế giới. Quá trình nitrat hóa là rất quan trọng để tách sản xuất tái chế khỏi sản xuất dẫn đến xuất. Nitơ chuyển hóa sinh học trở về bể nitơ vô cơ hòa tan dưới dạng amonia. Quá trình nitrat hóa qua trung gian vi khuẩn chuyển đổi amonia thành nitrat, sau đó có thể được hấp thụ bởi thực vật phù du và tái chế.
Phản ứng oxy hóa nitrit do Nitrobacter thực hiện như sau;
2NO2− + H2O → NO3− + 2H+ + 2e−
2H+ + 2e− + ½O2 → H2O
Năng lượng Gibbs cho quá trình oxy hóa nitrit là:
ΔGο = -74 kJ mol−1 NO2−
Trong các đại dương, vi khuẩn nitrat-oxy hóa như Nitrobacter thường được tìm thấy gần với vi khuẩn oxy hóa amonia. Hai phản ứng này cùng nhau tạo nên quá trình nitrat hóa. Phản ứng oxy hóa nitrit thường tiến hành nhanh hơn trong nước biển, và do đó không phải là một bước giới hạn tốc độ trong quá trình nitrat hóa. Vì lý do này, hiếm khi nitrit tích lũy trong nước biển.
Việc chuyển đổi hai bước của amonia thành nitrat được quan sát thấy ở các loài vi khuẩn như Nitrobacter gây khó hiểu cho các nhà nghiên cứu. Hoàn thành quá trình nitrat hóa, chuyển đổi amonia thành nitrat trong một bước, có năng suất năng lượng (∆G°′) of −349 kJ mol−1 NH3, trong khi năng lượng cho quá trình oxy hóa amonia và nitrat-oxy hóa phản ứng hai bước là −275 kJ mol−1 NH3, and −74 kJ mol−1 NO2−, tương ứng. Những giá trị này chỉ ra rằng nó sẽ có lợi cho sinh vật để thực hiện quá trình nitrat hóa hoàn toàn từ amonia thành nitrat, thay vì chỉ tiến hành một trong hai bước. Động lực tiến hóa cho một phản ứng nitrat hóa hai bước tách rời là một lĩnh vực nghiên cứu đang diễn ra. Trong năm 2015, người ta phát hiện ra rằng giống Nitrospira sở hữu tất cả các enzym cần thiết để thực hiện quá trình nitrat hóa hoàn toàn trong một bước, cho thấy phản ứng này xảy ra. Phát hiện này đặt ra câu hỏi về khả năng tiến hóa của Nitrobacter để tiến hành quá trình oxy hóa nitrit.

## Chuyển hóa và tăng trưởng
Các loài của chi Nitrobacter oxy hóa nitrit như một nguồn năng lượng và chất khử, và sử dụng CO2 như một nguồn cacbon. Nitrit không phải là chất nền đặc biệt thuận lợi để thu năng lượng. Trong nhiệt động học, quá trình oxy hóa nitrit cho năng suất (∆G°′) chỉ -74  kJ mol−1 NO2−. Kết quả là, Nitrobacter đã phát triển một sự trao đổi chất chuyên biệt cao để lấy được năng lượng từ quá trình oxy hóa nitrit.
Các tế bào trong chi Nitrobacter sinh sản bằng cách nảy chồi hoặc phân đôi. Carboxysomes hỗ trợ cố định cacbon, được tìm thấy trong các tế bào được nuôi bằng lithoautotrophically và mixotrophically. Bổ sung bảo tồn năng lượng bao gồm các hạt PHB và polyphosphates. Khi cả hai nitrit và các chất hữu cơ đều có mặt, các tế bào có thể biểu hiện sự tăng trưởng hai pha; đầu tiên nitrit được sử dụng và sau một pha lag, chất hữu cơ bị oxy hóa. Sự tăng trưởng Chemoorganotroph chậm và không cân bằng, do đó nhiều hạt poly-β-hydroxybutyrate được thấy làm biến dạng hình dạng và kích thước của các tế bào.
Enzyme chịu trách nhiệm cho quá trình oxy hóa nitrit thành nitrat trong các loài của chi Nitrobacter là nitrite oxidoreductase (NXR), được mã hóa bởi gen nxrA. NXR bao gồm hai tiểu đơn vị, và có khả năng tạo thành một αβ-heterodimer. Enzyme tồn tại trong tế bào trên các màng chuyên biệt trong tế bào chất có thể được xếp vào túi hoặc ống. Tiểu đơn vị α được cho là vị trí của quá trình oxy hóa nitrit, và tiểu đơn vị β là một kênh electron từ màng tế bào. Hướng của phản ứng xúc tác bởi NXR có thể được đảo ngược tùy thuộc vào nồng độ oxy. Khu vực của gen nxrA mã hóa cho tiểu đơn vị β của enzyme NXR tương tự theo thứ tự với các trung tâm sắt-lưu huỳnh của các vi khuẩn ferredoxin và đến tiểu đơn vị β của enzyme nitrat reductase, được tìm thấy trong Escherichia coli.

## Sinh thái và phân phối

Chu kỳ Nitơ trong nước. Việc chuyển đổi nitrit thành nitrat được tạo điều kiện bởi các loài trong chi Nitrobacter và Nitrospira.

Chi Nitrobacter được phân bố rộng rãi trong cả môi trường thủy sinh và trên cạn. Vi khuẩn nitrat hóa có độ tăng trưởng tối ưu từ 25 đến 30 °C và không thể tồn tại vượt quá giới hạn trên 49 °C hoặc giới hạn dưới của 0 °C. Điều này hạn chế sự phân bố của chúng mặc dù chúng có thể được tìm thấy trong nhiều môi trường sống khác nhau. Các tế bào trong chi Nitrobacter có độ pH tối ưu cho sự phát triển từ 7,3 đến 7,5 và sẽ chết ở nhiệt độ trên 120 °F (49 °C) hoặc dưới 32 °F (0 °C). Theo Grundmann, Nitrobacter dường như phát triển tối ưu ở 38 °C và ở độ pH 7,9, nhưng Holt nói rằng Nitrobacter phát triển tối ưu ở 28 °C và trong khoảng pH từ 5,8 đến 8,5, mặc dù chúng có độ pH từ 7,6 và 7,8.
Vai trò sinh thái chính của các loài trong chi Nitrobacter là oxy hóa nitrit thành nitrat, một nguồn chính cung cấp nitơ vô cơ cho cây trồng. Các loài của chi Nitrospira cũng đóng một vai trò quan trọng như là chất oxy hóa nitrit. Vai trò này cũng rất cần thiết trong aquaponics. Vì tất cả các loài trong chi Nitrobacter là những sinh vật hiếu khí bắt buộc, oxy cùng với phosphor có xu hướng là các yếu tố hạn chế khả năng thực hiện cố định đạm của chúng. Một trong những tác động chính của Nitrosomonas và Nitrobacter trong cả hệ sinh thái đại dương và trên cạn là trong quá trình phú dưỡng.
Sự phân bố và sự khác biệt về tỷ lệ nitrat hóa giữa các loài Nitrobacter khác nhau có thể là do sự khác biệt về plasmid giữa các loài, như dữ liệu được trình bày trong Schutt (1990), DNA plasmid đặc trưng cho môi trường sống. Một nghiên cứu tiếp theo được thực hiện bởi Navarro et al. (1995) cho thấy rằng các quần thể Nitrobacter khác nhau mang hai plasmid lớn. Cùng với nghiên cứu của Schutts (1990), Navarro et al. (1995) đã minh họa các đặc điểm di truyền có thể đóng vai trò quan trọng trong việc xác định sự phân bố và tác động sinh thái của các loài trong chi Nitrobacter. Vi khuẩn nitrat nói chung có xu hướng ít phong phú hơn so với các đối tác dị dưỡng của chúng, vì các phản ứng oxy hóa mà chúng thực hiện có năng suất thấp và phần lớn năng lượng của chúng đi theo hướng cố định carbon hơn là sinh trưởng và sinh sản.

## Lịch sử

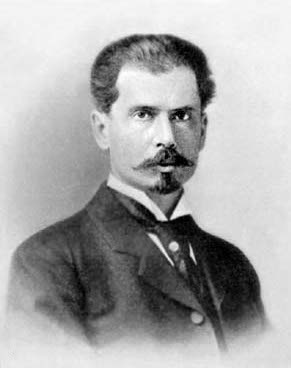
Sergei Nikolaievich Winogradsky

Năm 1890, nhà vi sinh học người Ukraina-Nga Sergei Winogradsky đã phân lập được nền canh tác thuần túy đầu tiên của vi khuẩn nitrat hóa có khả năng sinh trưởng trong trường hợp không có chất hữu cơ và bức xạ mặt trời. Việc loại bỏ chất hữu cơ của Winogradsky trong việc chuẩn bị các nền canh tác hóa của ông được công nhận là một yếu tố góp phần vào sự thành công của ông trong việc cô lập các vi khuẩn. Năm 1891, nhà hóa học người Anh Robert Warington đã đề xuất một cơ chế hai giai đoạn cho quá trình nitrat hóa, được trung gian bởi hai chi vi khuẩn riêng biệt. Giai đoạn đầu tiên được đề xuất là chuyển đổi amonia thành nitrit và thứ hai là quá trình oxy hóa nitrit thành nitrat. Winogradsky đặt tên cho vi khuẩn chịu trách nhiệm cho quá trình oxy hóa nitrit thành nitrat Nitrobacter trong nghiên cứu tiếp theo của ông về nitrat hóa vi sinh vật năm 1892. Winslow et al. đã đề xuất loài Nitrobacter winogradsky vào năm 1917. Loài này đã được chính thức công nhận vào năm 1980.

## Các loài chính
- Nitrobacter winogradskyi
- Nitrobacter hamburgensis
- Nitrobacter vulgaris
- Nitrobacter alkalicus